# Internazionali Femminili di Palermo 2006
Gli Internazionali Femminili di Palermo 2006 sono stati un torneo femminile di tennis giocato sulla terra rossa. È stata la 19ª edizione degli Internazionali Femminili di Palermo, che fa parte della categoria Tier IV nell'ambito del WTA Tour 2006. Si è giocato a Palermo in Italia, dal 18 al 24 luglio 2006.

## Campioni

### Singolare
Anabel Medina Garrigues ha battuto in finale  Tathiana Garbin con il punteggio di 6–4, 6–4

### Doppio
Janette Husárová /  Michaëlla Krajicek hanno battuto in finale  Alice Canepa /  Giulia Gabba con il punteggio di 6–0, 6–0